# Lukas R. A. Wilde
Lukas Roland Athanasius Wilde (* 4. Oktober 1983 in Frankfurt am Main) ist ein deutscher Medienwissenschaftler und Comicforscher an der NTNU (Technisch-Naturwissenschaftliche Universität Norwegens) in Trondheim, Norwegen. Seine Forschungsschwerpunkte sind Comic- und Manga-Theorie und -Erzähltheorie, Bildsemiotik, Emoji-Forschung, Japanische Populärkultur, Transmediale Figurentheorie, Diagrammatik und KI-Bilder.

## Leben
Wilde promovierte als Promotionsstipendiat der Studienstiftung des deutschen Volkes 2017 in Medienwissenschaft an der Universität Tübingen, wo er bis 2019 am Sonderforschungsbereich 923 „Bedrohte Ordnungen“ beschäftigt war. Von 2019 bis 2022 war er als wissenschaftlicher Mitarbeiter am Lehrstuhl für Medieninnovation und Medienwandel von Klaus Sachs-Hombach tätig. Seit 2022 ist er Associate Professor am Department of Art and Media Studies der NTNU. Er ist außerdem zweiter Vorsitzender der Gesellschaft für Comicforschung (ComFor e.V.). Zudem ist er seit 2014 gemeinsam mit Eve Jay als Co-Organisator der Independent-Comic Interessensvertretung Comic Solidarity tätig, was 2015 mit dem ICOM Independent Comic Preis für eine besondere Leistung oder Publikation ausgezeichnet wurde. 2019 hat er zusammen mit Eve Jay, Lisa Rau und Lara Keilbart den GINCO-Award (Inklusiver Deutscher Comicpreis der Independent-Szene) ins Leben gerufen.

## Auszeichnungen und Preise
- 2021: Dissertations-Wissenschaftspreis der Gesellschaft für interdisziplinäre Bildwissenschaft (GiB)[6]
- 2018: Roland-Faelske-Preis für die beste Dissertation im Bereich der Comic- und Animationsforschung[7]

## Künstlerische Praxis
Als Comicautor veröffentlichte er gemeinsam mit Comiczeichner Kilian Wilde mehrere Kurzgeschichten in der ICOM-preisgekürten Anthologie-Serie JAZAM! (Ausgabe 11, 2016 & Ausgabe 13, 2018) und wurde Finalist des 1. Internationalen Animate Europe-Wettbewerbs 2013 der Friedrich-Naumann-Stiftung. Außerdem ist er Gründungsmitglied des Theater- und Performance-Kollektivs Kastenwesen mit bundesweiten Auftritten auf Theater- und Musikfestivals (seit 2011).

## Publikationen

### Werke
- Transmedia Character Studies. (mit Tobias Kunz) London/New York: Routledge 2023. ISBN 978-1-0322-8507-8
- Comicanalyse. Eine Einführung. (mit Stephan Packard, Andreas Rauscher, Véronique Sina, Jan-Noël Thon & Janina Wildfeuer) Stuttgart: Metzler 2019. ISBN 978-3-476-04774-8.
- Im Reich der Figuren. Meta-narrative Kommunikationsfiguren und die ‚Mangaisierung‘ des japanischen Alltags. Köln: Halem 2018. ISBN 978-3-86962-282-8.
- Der Witz der Relationen. Komische Inkongruenz und diagrammatisches Schlussfolgern im Webcomic XKCD. Stuttgart: ibidem 2012. ISBN 978-3-8382-0406-2.

### Herausgeberschaften
- Was war, ist, wird Comicforschung – für uns? 10 Jahre ComFor e.V. als eingetragener Verein. (Hg. mit Christina Meyer & Vanessa Ossa) Hamburg: Gesellschaft für Comicforschung. ISBN 978-3-9826707-0-6.
- Generative Imagery. Towards a ‘New Paradigm’ of Machine Learning-Based Image Production. (Hg. mit Marcel Lemmes & Klaus Sachs-Hombach) Special-Themed Issue of IMAGE: The Interdisciplinary Journal of Image Sciences 37(1), 2023.
- Comics and Agency. (Hg. mit Vanessa Ossa & Jan-Noël Thon) Berlin: De Gruyter 2022. ISBN 978-3-11075-440-7.
- The Social, Political and Ideological Semiotics of Comics and Cartoons. (Hg. mit Stephan Packard) Special-Themed Issue of Punctum: international Journal of Semiotics 7(2), 2022.
- Threat Communication and the US Order after 9/11. Medial Reflections. (Hg. mit Vanessa Ossa & David Scheu) London/New York: Routledge 2021. ISBN 978-0-367-24655-6.
- Agency postdigital. Verteilte Handlungsmächte in medienwissenschaftlichen Forschungsfeldern. (Hg. mit Berenike Jung & Klaus Sachs-Hombach) Köln: Halem 2021. ISBN 978-3-86962-502-7.
- Einzelbild & Narrativität. Theorien, Zugänge, offene Fragen. (Hg. mit Andreas Veits & Klaus Sachs-Hombach) Köln: Halem 2020. ISBN 978-3-86962-401-3.
- Emoticons, Kaomoji, and Emoji. The Transformation of Communication in the Digital Age. (Hg. mit Elena Giannoulis) London/New York: Routledge 2020. ISBN 978-0-367-78521-5.
- Characters Across Media. (Hg. mit Jan-Noël Thon) Special-Themed Issue of Frontiers of Narrative Studies 5(2), 2019.
- Mediality and Materiality of Contemporary Comics. (Hg. mit Jan-Noël Thon) Special-Themed Issue of The Journal of Graphic Novels and Comics 7(3), 2016.